# The Dance of Love
The Dance of Love è un cortometraggio muto del 1916 diretto da Phillips Smalley e Lois Weber.
Protagonista è la piccola Lina Basquette, ballerina di 9 anni che, all'epoca, ha già girato due film nel ruolo di danzatrice. Stella delle Ziegfeld Follies, in seguito diventerà anche una nota attrice.

## Produzione
Il film fu prodotto dalla Powers Picture Plays.

## Distribuzione
Distribuito dall'Universal Film Manufacturing Company, il film uscì nelle sale cinematografiche USA il 6 aprile 1916.